# Луді Ленґер
Луді Ленґер (англ. Ludy Langer, 22 січня 1893 — 5 липня 1984) — американський плавець.
Призер Олімпійських Ігор 1920 року.